# Meda (moglie di Idomeneo)
Meda (in greco antico: Μήδα?) è un personaggio della mitologia greca, moglie di Idomeneo il re di Creta.

## Mitologia
Dall'unione nacquero due figli, Idamante e Clisitera quest'ultima è una ragazza a cui venne imposto il fidanzamento con Leuco, figlio del gigante Talos che Idomeneo aveva preso con sé e cresciuto. 

Appena il re lasciò il regno, Leuco uccise sia la donna che Meda, anche se si erano nascoste nel tempio.

### Pareri secondari
Secondo un'altra versione Meda si lasciò sedurre dal giovane Leuco, per colpa di Nauplio e dei suoi consigli. 

Alcuni autori citano altri suoi figli, tali Ificlo e Lico.